# Le nuove musiche

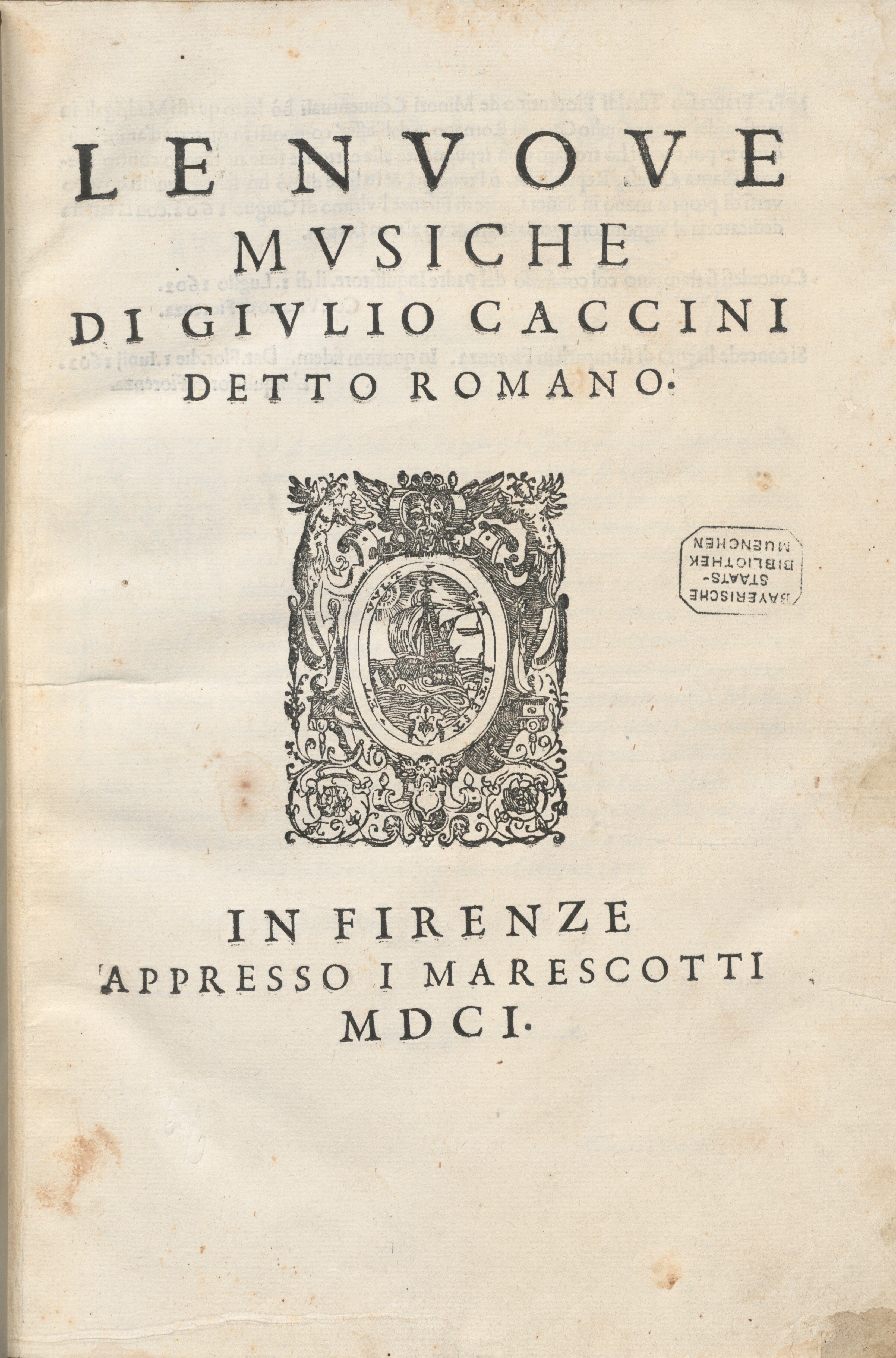
Le nuove musique, edição de 1601.

Le nuove musiche é uma colecção de monodias e canções para voz solo e baixo contínuo composta pelo compositor Giulio Caccini, publicada em Florença em julho de 1602. É um dos mais importantes e mais antigos exemplos de música escrita do início da era Barroca de seconda pratica. Contém 12 madrigais e 10 árias.
O livro é dedicado a Lorenzo Salviati e é datado de fevereiro de 1601; foi impresso por Giulio Marescotti, que morreu antes da publicação estar completa, assim, foi adiada até julho de 1602.
A introdução deste livro é provavelmente a mais clara descrição de motivo e mais correcta apresentação de monodia do seu tempo. Inclui exemplos de ornamentos – por exemplo, como uma específica passagem pode ser ornamentada de formas diferentes maneiras, tendo em conta a emoção que o cantor quer transmitir. Caccini expressou decepcionada e impropriamente que a ornamentação feita pela cantores do seu tempo não estava correcta. O sucesso de Le nuove musiche inspirou muitas colecções similares no século XVII.